# Aubazat
Aubazat est une commune française située dans le département de la Haute-Loire, en région Auvergne-Rhône-Alpes.

## Géographie

### Localisation
Aubazat se situe, à 520 mètres d'altitude, au niveau du confluent de la Cronce, qui traverse la commune, et de l'Allier. Elle bénéficie d'un climat à tendance océanique[réf. nécessaire].
La commune d'Aubazat se trouve dans le département de la Haute-Loire, en région Auvergne-Rhône-Alpes.
Elle se situe à 53 km par la route du Puy-en-Velay, préfecture du département, à 26 km de Brioude, sous-préfecture, et à 15 km de Mazeyrat-d'Allier, bureau centralisateur du canton du Pays de Lafayette dont dépend la commune depuis 2015 pour les élections départementales.
Les communes les plus proches sont : 
Chilhac (1,9 km), Saint-Cirgues (2,8 km), Lavoûte-Chilhac (2,9 km), Arlet (3,0 km), Cerzat (4,0 km), Blassac (4,6 km), Saint-Privat-du-Dragon (5,5 km), Saint-Austremoine (5,7 km).
| Lavoûte-Chilhac | Chilhac   | Cerzat            |
| Saint-Cirgues   | Aubazat   | Mazeyrat-d'Allier |
| Arlet           | Ferrussac | Langeac           |

### Climat
Pour des articles plus généraux, voir Climat d'Auvergne-Rhône-Alpes et Climat de la Haute-Loire.
En 2010, le climat de la commune est de type climat océanique altéré, selon une étude du Centre national de la recherche scientifique s'appuyant sur une série de données couvrant la période 1971-2000. En 2020, Météo-France publie une typologie des climats de la France métropolitaine dans laquelle la commune est exposée à un climat de montagne ou de marges de montagne et est dans une zone de transition entre les régions climatiques « Nord-est du Massif Central » et « Sud-est du Massif Central ».
Pour la période 1971-2000, la température annuelle moyenne est de 10 °C, avec une amplitude thermique annuelle de 16,5 °C. Le cumul annuel moyen de précipitations est de 629 mm, avec 7,6 jours de précipitations en janvier et 6,5 jours en juillet. Pour la période 1991-2020, la température moyenne annuelle observée sur la station météorologique de Météo-France la plus proche, « Chavaniac-Lafa », sur la commune de Chavaniac-Lafayette à 11 km à vol d'oiseau, est de 10,5 °C et le cumul annuel moyen de précipitations est de 766,4 mm,. Pour l'avenir, les paramètres climatiques de la commune estimés pour 2050 selon différents scénarios d'émission de gaz à effet de serre sont consultables sur un site dédié publié par Météo-France en novembre 2022.

## Urbanisme

### Typologie
Au 1er janvier 2024, Aubazat est catégorisée commune rurale à habitat très dispersé, selon la nouvelle grille communale de densité à sept niveaux définie par l'Insee en 2022.
Elle est située hors unité urbaine. Par ailleurs la commune fait partie de l'aire d'attraction de Langeac, dont elle est une commune de la couronne,. Cette aire, qui regroupe 14 communes, est catégorisée dans les aires de moins de 50 000 habitants,.

### Occupation des sols
L'occupation des sols de la commune, telle qu'elle ressort de la base de données européenne d’occupation biophysique des sols Corine Land Cover (CLC), est marquée par l'importance des forêts et milieux semi-naturels (65,9 % en 2018), en diminution par rapport à 1990 (70,4 %). La répartition détaillée en 2018 est la suivante : 
forêts (56 %), prairies (15,6 %), zones agricoles hétérogènes (13,5 %), milieux à végétation arbustive et/ou herbacée (9,9 %), terres arables (4,9 %). L'évolution de l’occupation des sols de la commune et de ses infrastructures peut être observée sur les différentes représentations cartographiques du territoire : la carte de Cassini (XVIIIe siècle), la carte d'état-major (1820-1866) et les cartes ou photos aériennes de l'IGN pour la période actuelle (1950 à aujourd'hui).

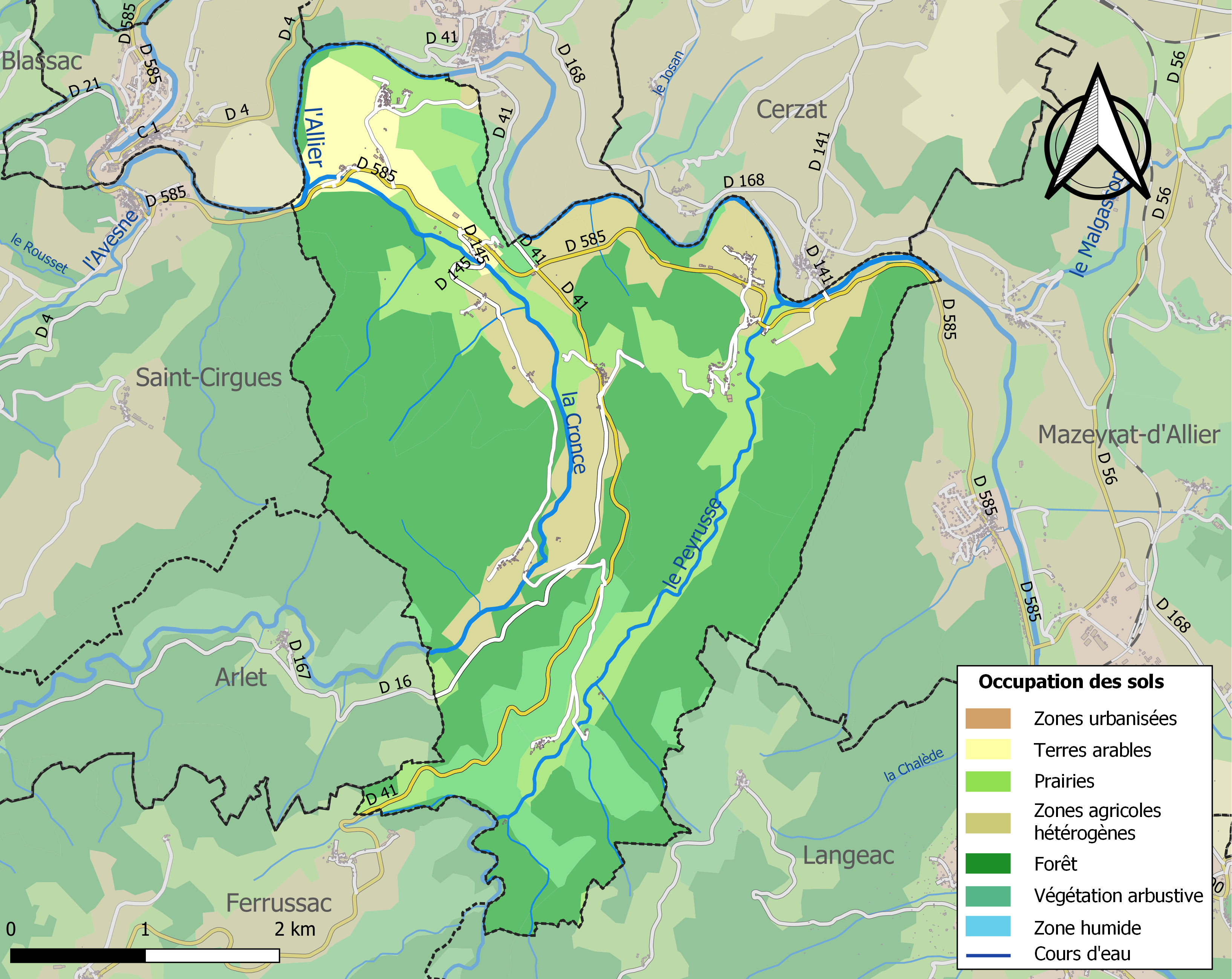
Carte des infrastructures et de l'occupation des sols de la commune en 2018 (CLC).
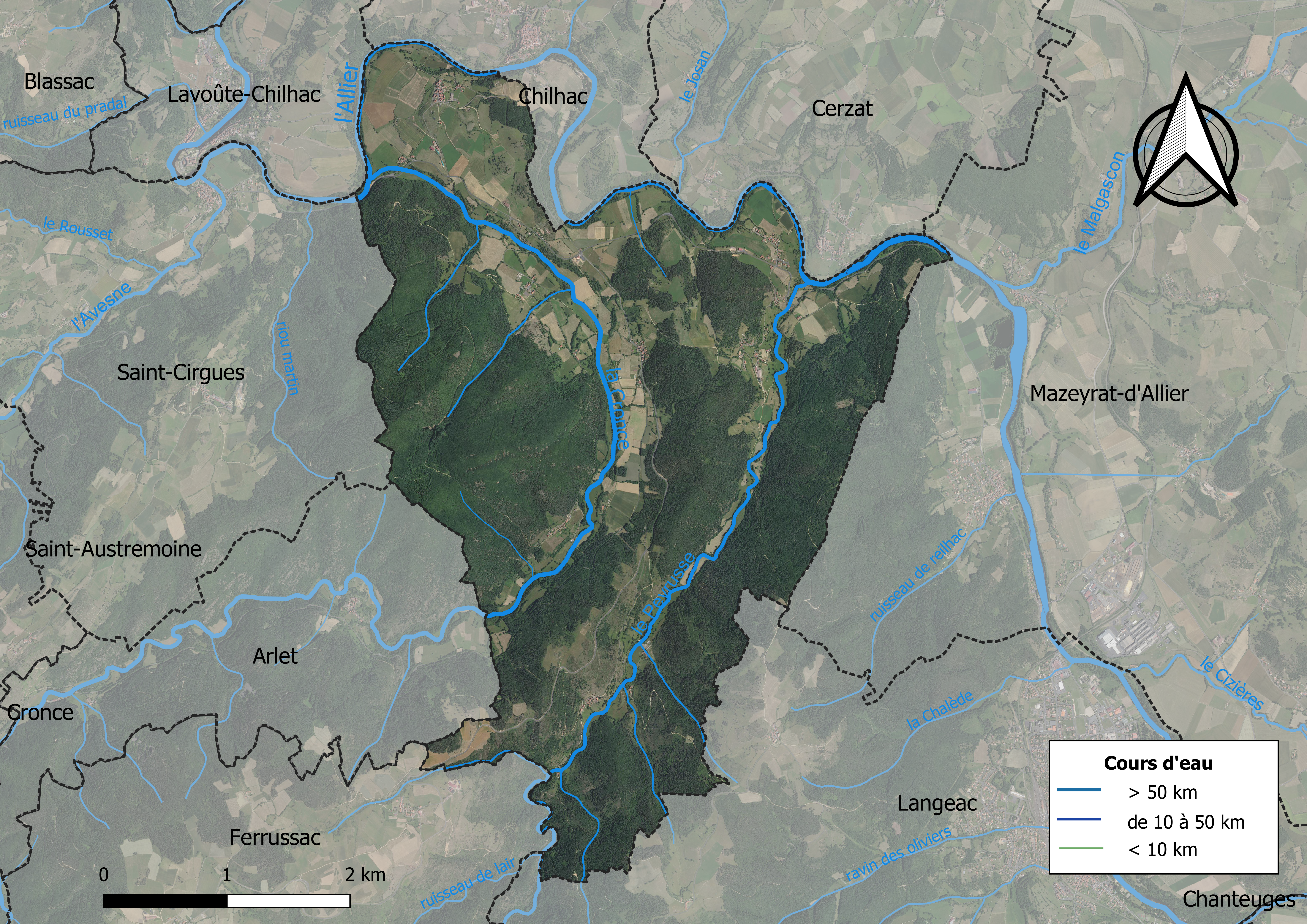
Carte orthophotographique de la commune.

### Habitat et logement
En 2018, le nombre total de logements dans la commune était de 138, alors qu'il était de 136 en 2013 et de 120 en 2008.
Parmi ces logements, 60,1 % étaient des résidences principales, 23,9 % des résidences secondaires et 15,9 % des logements vacants. Ces logements étaient pour 95,7 % d'entre eux des maisons individuelles et pour 4,3 % des appartements.
Le tableau ci-dessous présente la typologie des logements à Aubazat en 2018 en comparaison avec celle de la Haute-Loire et de la France entière. Une caractéristique marquante du parc de logements est ainsi une proportion de résidences secondaires et logements occasionnels (23,9 %) supérieure à celle du département (16,1 %) et à celle de la France entière (9,7 %). Concernant le statut d'occupation de ces logements, 81,9 % des habitants de la commune sont propriétaires de leur logement (89,6 % en 2013), contre 70 % pour la Haute-Loire et 57,5 pour la France entière.
| Typologie                                               | Aubazat | Haute-Loire | France entière |
| ------------------------------------------------------- | ------- | ----------- | -------------- |
| Résidences principales (en %)                           | 60,1    | 71,5        | 82,1           |
| Résidences secondaires et logements occasionnels (en %) | 23,9    | 16,1        | 9,7            |
| Logements vacants (en %)                                | 15,9    | 12,4        | 8,2            |

## Toponymie
Le nom de la localité est attesté  sous les formes Parochia d'Obazac en 1338, Oubazac, Oubazzac, Otbazac en 1379, Parochia de Albazaco en 1460.
Comme de multiples toponymes en -ac, Aubazat dérive d'un anthroponyme latin, Albatius, et de l'existence d'un domaine rural gallo-romain dont Albatius devait être le propriétaire de l'époque.

## Politique et administration

### Découpage territorial
La commune d'Aubazat est membre de la communauté de communes des Rives du Haut Allier, un établissement public de coopération intercommunale (EPCI) à fiscalité propre créé le 27 décembre 2016 dont le siège est à Langeac. Ce dernier est par ailleurs membre d'autres groupements intercommunaux.
Sur le plan administratif, elle est rattachée à l'arrondissement de Brioude, au département de la Haute-Loire, en tant que circonscription administrative de l'État, et à la région Auvergne-Rhône-Alpes.
Sur le plan électoral, elle dépend du canton du Pays de Lafayette pour l'élection des conseillers départementaux, depuis le redécoupage cantonal de 2014 entré en vigueur en 2015, et de la deuxième circonscription de la Haute-Loire   pour les élections législatives, depuis le redécoupage électoral de 1986.

### Élections municipales et communautaires

#### Élections de 2020
Le conseil municipal d'Aubazat, commune de moins de 1 000 habitants, est élu au scrutin majoritaire plurinominal à deux tours avec candidatures isolées ou groupées et possibilité de panachage. Compte tenu de la population communale, le nombre de sièges à pourvoir lors des élections municipales de 2020 est de 11. La totalité des onze candidats en lice est élue dès le premier tour, le 15 mars 2020, avec un taux de participation de 69,64 %.
Alain Tavenard-Dephix est élu nouveau maire de la commune le 28 mai 2020.
Dans les communes de moins de 1 000 habitants, les conseillers communautaires sont désignés parmi les conseillers municipaux élus en suivant l’ordre du tableau (maire, adjoints puis conseillers municipaux) et dans la limite du nombre de sièges attribués à la commune au sein du conseil communautaire. Un siège est attribué à la commune au sein de la communauté de communes des Rives du Haut Allier.

#### Liste des maires
| Période                                  | Période  | Identité              | Étiquette | Qualité |
| ---------------------------------------- | -------- | --------------------- | --------- | ------- |
| Les données manquantes sont à compléter. |          |                       |           |         |
| mars 2001                                | 2020     | Jeanine Brugeyroux    | DVD       |         |
| 2020                                     | En cours | Alain Tavenard Dephix |           |         |

## Population et société

### Démographie

#### Évolution démographique
L'évolution du nombre d'habitants est connue à travers les recensements de la population effectués dans la commune depuis 1793. Pour les communes de moins de 10 000 habitants, une enquête de recensement portant sur toute la population est réalisée tous les cinq ans, les populations de référence des années intermédiaires étant quant à elles estimées par interpolation ou extrapolation. Pour la commune, le premier recensement exhaustif entrant dans le cadre du nouveau dispositif a été réalisé en 2008.

En 2022, la commune comptait 177 habitants, en évolution de +1,72 % par rapport à 2016 (Haute-Loire : +0,36 %, France hors Mayotte : +2,11 %).
| 1793 | 1800 | 1806 | 1821 | 1831 | 1836 | 1841 | 1846 | 1851 |
| ---- | ---- | ---- | ---- | ---- | ---- | ---- | ---- | ---- |
| 506  | 397  | 507  | 480  | 521  | 536  | 536  | 540  | 548  |

| 1856 | 1861 | 1866 | 1872 | 1876 | 1881 | 1886 | 1891 | 1896 |
| ---- | ---- | ---- | ---- | ---- | ---- | ---- | ---- | ---- |
| 590  | 606  | 589  | 558  | 523  | 561  | 570  | 551  | 512  |

| 1901 | 1906 | 1911 | 1921 | 1926 | 1931 | 1936 | 1946 | 1954 |
| ---- | ---- | ---- | ---- | ---- | ---- | ---- | ---- | ---- |
| 505  | 466  | 405  | 344  | 289  | 284  | 263  | 232  | 240  |

| 1962 | 1968 | 1975 | 1982 | 1990 | 1999 | 2006 | 2008 | 2013 |
| ---- | ---- | ---- | ---- | ---- | ---- | ---- | ---- | ---- |
| 209  | 200  | 169  | 163  | 155  | 172  | 182  | 185  | 172  |

| 2018 | 2022 | - | - | - | - | - | - | - |
| ---- | ---- | - | - | - | - | - | - | - |
| 181  | 177  | - | - | - | - | - | - | - |

#### Pyramide des âges
La population de la commune est relativement âgée.
En 2018, le taux de personnes d'un âge inférieur à 30 ans s'élève à 25,4 %, soit en dessous de la moyenne départementale (31 %). À l'inverse, le taux de personnes d'âge supérieur à 60 ans est de 35,9 % la même année, alors qu'il est de 31,1 % au niveau départemental.
En 2018, la commune comptait 95 hommes pour 86 femmes, soit un taux de 52,49 % d'hommes, largement supérieur au taux départemental (49,13 %).
Les pyramides des âges de la commune et du département s'établissent comme suit.
| Hommes | Classe d’âge | Femmes |
| ------ | ------------ | ------ |
| 1,1    | 90 ou +      | 3,5    |
| 13,7   | 75-89 ans    | 9,3    |
| 21,1   | 60-74 ans    | 23,3   |
| 24,2   | 45-59 ans    | 23,3   |
| 11,6   | 30-44 ans    | 18,6   |
| 9,5    | 15-29 ans    | 11,6   |
| 18,9   | 0-14 ans     | 10,5   |

| Hommes | Classe d’âge | Femmes |
| ------ | ------------ | ------ |
| 0,9    | 90 ou +      | 2,5    |
| 8,4    | 75-89 ans    | 11,7   |
| 20,4   | 60-74 ans    | 20,5   |
| 21,3   | 45-59 ans    | 20,3   |
| 16,8   | 30-44 ans    | 16,3   |
| 15,2   | 15-29 ans    | 13,2   |
| 17     | 0-14 ans     | 15,6   |

## Économie

### Emploi
| Division       | 2008  | 2013   | 2018   |
| -------------- | ----- | ------ | ------ |
| Commune        | 100 % | 50 %   | 0 %    |
| Département    | 8,9 % | 11,1 % | 11,2 % |
| France entière | 8,3 % | 10 %   | 10 %   |

En 2018, la population âgée de 15 à 64 ans s'élève à 3 personnes, parmi lesquelles on compte 66,7 % d'actifs (66,7 % ayant un emploi et 0 % de chômeurs) et 33,3 % d'inactifs,. En  2018, le taux de chômage communal (au sens du recensement) des 15-64 ans est inférieur à celui de la France et du département, alors qu'en 2008 la situation était inverse.
La commune est hors attraction des villes,. Elle ne compte aucun emploi en 4382018, contre 0 en 2013 et 0 en 2008. Le nombre d'actifs ayant un emploi résidant dans la commune est de 2, soit un taux d'activité parmi les 15 ans ou plus de 22,2 %.
Sur ces 2 actifs de 15 ans ou plus ayant un emploi, aucun ne travaille dans la commune. Pour se rendre au travail, la totalité des habitants utilise un véhicule personnel ou de fonction à quatre roues.

### Activités hors agriculture
8 établissements sont implantés  à Aubazat au 31 décembre 2019. Le tableau ci-dessous en détaille le nombre par secteur d'activité et compare les ratios avec ceux du département,.
| Secteur d'activité                                                     | Commune | Commune | Département |
| Secteur d'activité                                                     | Nombre  | %       | %           |
| ---------------------------------------------------------------------- | ------- | ------- | ----------- |
| Ensemble                                                               | 8       |         |             |
| Industrie manufacturière, industries extractives et autres             | 1       | 12,5 %  | (14,2 %)    |
| Construction                                                           | 3       | 37,5 %  | (13,9 %)    |
| Commerce de gros et de détail, transports, hébergement et restauration | 3       | 37,5 %  | (28,8 %)    |
| Activités immobilières                                                 | 1       | 12,5 %  | (3,9 %)     |

Le secteur du commerce de gros et de détail, des transports, de l'hébergement et de la restauration est prépondérant sur la commune puisqu'il représente 37,5 % du nombre total d'établissements de la commune (3 sur les 8 entreprises implantées  à Aubazat), contre 28,8 % au niveau départemental.

### Agriculture
La commune fait partie de la petite région agricole dénommée « Brivadois ». En 2010, l'orientation technico-économique de l'agriculture  sur la commune est la production de bovins, orientation élevage et viande.
|                                   | 1988 | 2000 | 2010 |
| --------------------------------- | ---- | ---- | ---- |
| Exploitations                     | 20   | 16   | 10   |
| Superficie agricole utilisée (ha) | 540  | 483  | 508  |

Le nombre d'exploitations agricoles en activité et ayant leur siège dans la commune est passé de 20 en 1988 à 16 en 2000 puis à 10 en 2010, soit une baisse de 50 % en 22 ans. Le même mouvement est observé à l'échelle du département qui a perdu pendant cette période 43 % de ses exploitations. La surface agricole utilisée sur la commune a également diminué, passant de 540 ha en 1988 à 508 ha en 2010. Parallèlement la surface agricole utilisée moyenne par exploitation a augmenté, passant de 27 à 51 ha.

## Culture locale et patrimoine

### Lieux et monuments
- La Chapelle de Peyrusse, située dans le hameau du même nom, date du XIe siècle ; restaurée à la fin du XIIIe siècle, elle conserve des fresques datant probablement de cette époque[35], qui ont pu être dégagées en 1965[36]. Cette chapelle présente également un antependium en cuir de Cordoue polychrome, daté du XVIIIe siècle, qui décore la base de l'autel[37]. Classé au titre objet des monuments historiques depuis 1984, il a été réinstallé en 2016 à la suite d'une restauration[38].
- Église Saint-Roch, avec un chœur du XIIe siècle, une mise en tombeau en bois sculpté du XVe siècle et une pietà du XVIe siècle.

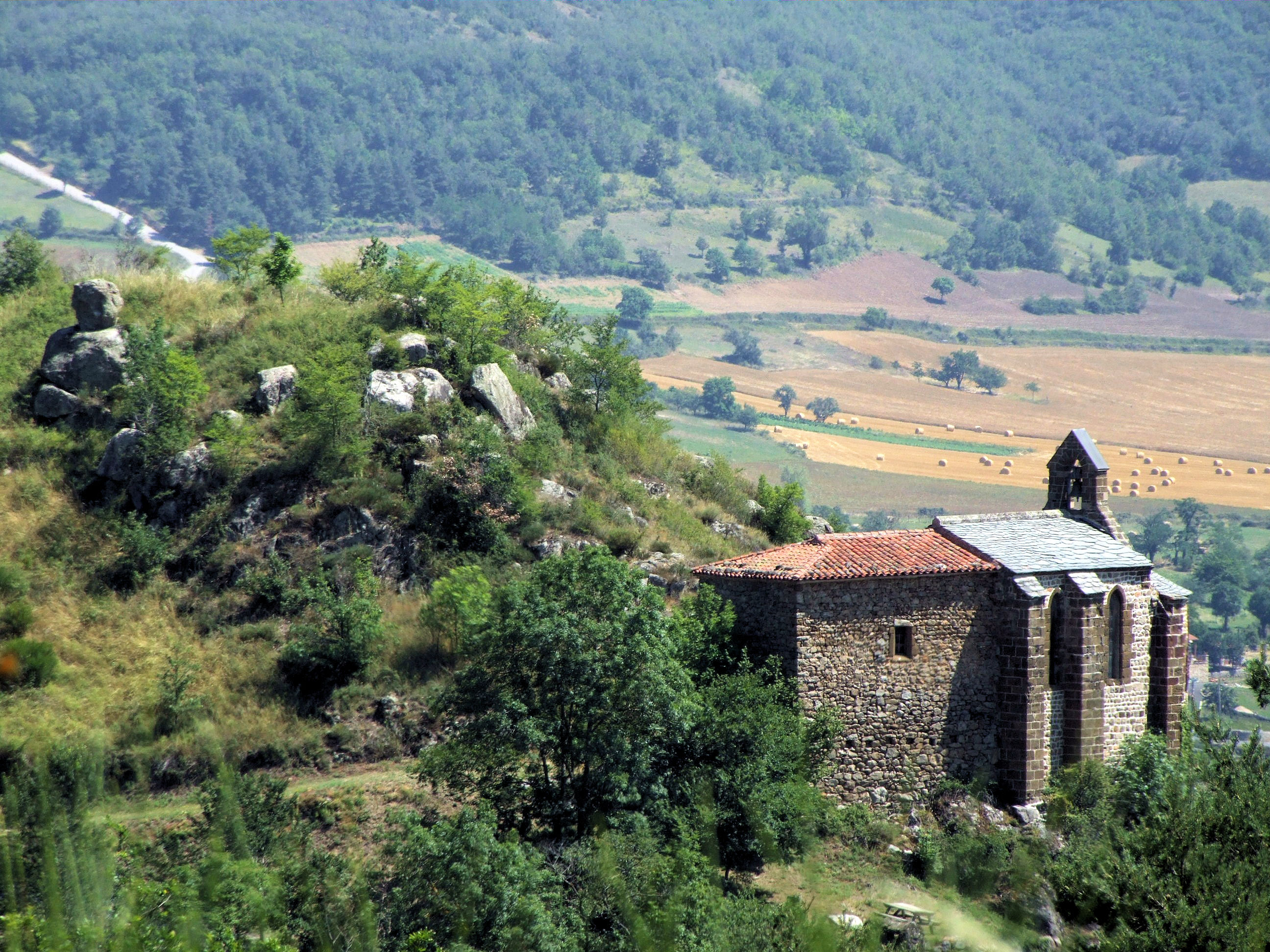
Chapelle de Peyrusse.
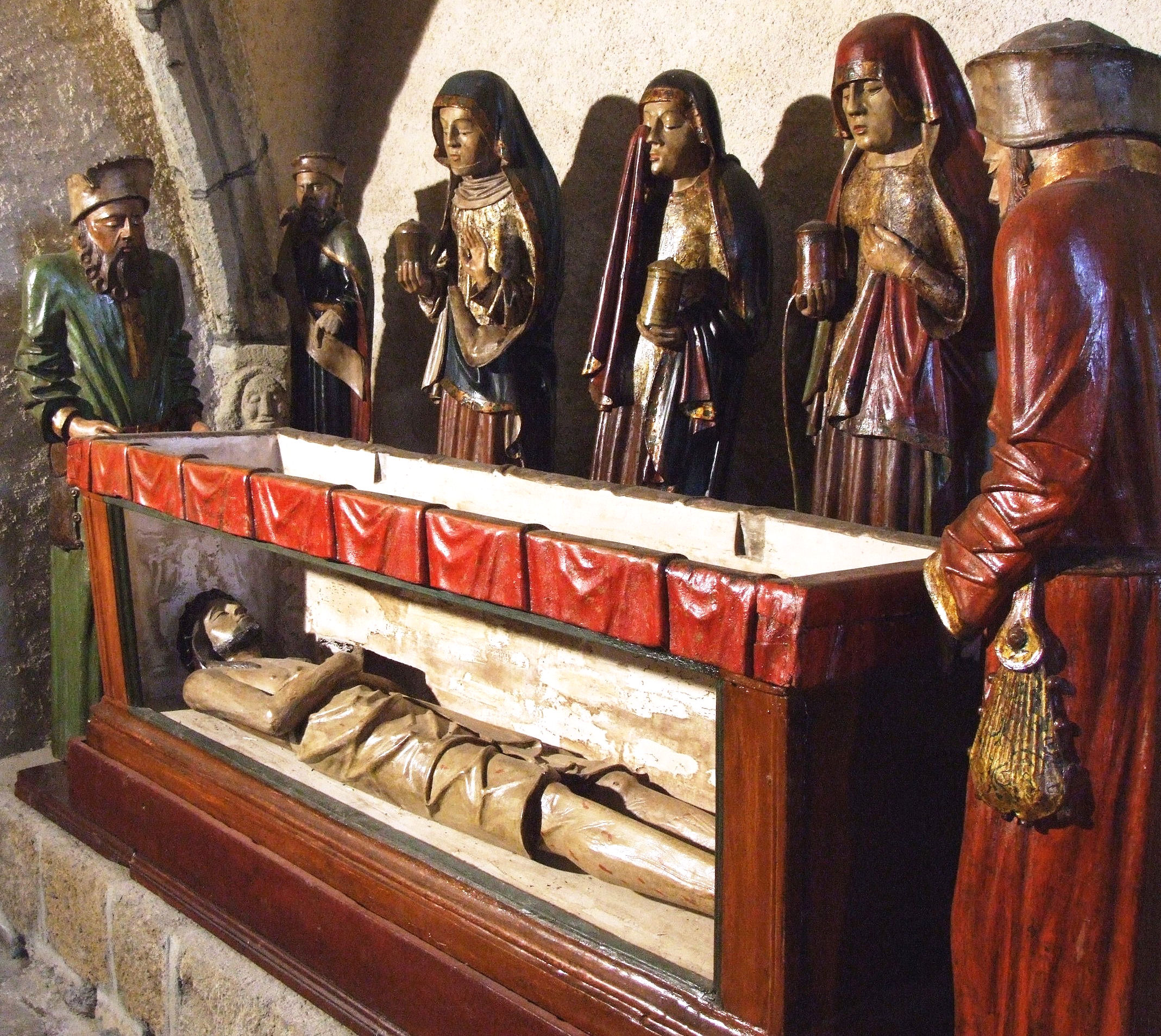
Mise au tombeau du XVe siècle dans l'église Saint-Roch.